# Chill (веб-кинотеатр)
CHILL — первый в России веб-кинотеатр, где представлены веб-проекты со всего мира. На сегодняшний день на платформе более 200 единиц контента с хронометражем от 1 до 15 минут. Более 30 % сериалов доступны для бесплатного просмотра без регистрации. Помимо мировых премьер, CHILL представляет сериалы собственного производства.

## История
Веб-кинотеатр CHILL был запущен в 2020 году компанией Red Carpet Studio, которая уже несколько лет занимается развитием популяризацией формата веб-сериала на российском рынке. Генеральным продюсером платформы является Антон Калинкин.
Реализацией проекта CHILL занимается команда, которая запустила и проводит Realist Web Fest — первый международный фестиваль веб-сериалов в России. О запуске проекта было объявлено в 2019 году в рамках фестиваля, прошедшего в Нижнем Новгороде.

### Сервис
Веб-кинотеатр CHILL является многофункциональной платформой для просмотра веб-сериалов. Задача сервиса — объединить в одном месте всех производителей веб-контента и дать возможность зрителю увидеть лучшее, что есть в веб-сериалах на сегодняшний день. Идея новой платформы — создать свободное креативное сообщество, где каждый может поделиться своим кино и найти своего зрителя.
Новая мультимедийная платформа позволяет создателям коротких форм самостоятельно загружать свои работы на сайт и получить возможность не только заявить о себе широкой аудитории, но и монетизировать свой контент — получать гонорар за каждый просмотр. Зритель же получает возможность смотреть контент, представленный только в веб-кинотеатре.

### Бизнес модель
Ресурс ориентирован на две модели монетизации — бесплатная модель с рекламой (AVoD) и PPC (Pay per chapter), где предусмотрена оплата за каждую единицу контента (за каждый эпизод). Первые месяцы сервис работал без рекламы, что позволило пользователям познакомиться с бесплатным контентом без роликов в начале.

## Контент
На платформе представлены более 200 единиц контента — веб-сериалы из США, Канады, Европы, Южной Кореи, Австралии, Бразилии и других стран. Это участники и победители мировых веб-фестивалей, самые известные европейские и популярные российские проекты. Помимо мировых премьер, CHILL представляет сериалы собственного производства. Среди них — сериал Ян Гэ «Выйти нельзя остаться», снятый в Берлине во время карантина, молодежная комедия «Представители» — актуальная история об отношениях, межрасовых и социальных предрассудках, съемки которой прошли в Лондоне, черная комедия «Грибы и рыбы». Также на платформе можно посмотреть известный австралийский веб-сериал «Витая в облаках» — победитель Чемпионата мира по веб-сериалам и обладатель более 15 международных наград, канадский альманах кровавых ужастиков «Хоррор 404», сенсационную корейскую драму «Дисциплина», популярные российские веб-сериалы «Пиксельный разум» и «Всемогущий» и другие.
С 2021 года на платформе стали доступны более 50 новых веб-сериалов из Латинской Америки, в том числе аргентинский сериал «М» — победитель Чемпионата мира по веб-сериалам в 2019 году. А также новые веб-сериалы из Канады, среди которых отмеченные наградами международных смотров «Cancelled» и «Public writer».

## Деятельность
В 2020 году являлись одним из партнеров бизнес-площадки в рамках XLII Московского международного кинофестиваля.

## Рецензии
17 августа 2020 года киножурналист Дмитрий Барченков для издания «Коммерсантъ» провёл обзор веб-кинотеатра, а также выбрал пять лучших веб-сериалов, представленных на платформе:
Сам контент на Chill рассортирован, на первый взгляд, хаотически, но при этом есть несколько удобных для зрителя классных опций. К примеру, можно выбрать группы веб-сериалов по настроению (а с ним и по жанру), или по языку оригинала, или ориентируясь на специальные подборки дружественных платформе изданий.
18 сентября 2020 года издание «Ведомости» в своём обзоре отметило:
Чем брали братья Люмьер? Завораживающей непосредственностью и полной иллюзией достоверности. Не зря первые зрители прятались под стулья, когда на них с экрана несся настоящий поезд. Именно этой непосредственностью и достоверностью берут и суперсовременные веб-сериалы. В веб-кинотеатре Chill встретились новые технологии и старый опыт воздействия на зрителя. И да, меняется все, но не человек.